# Niedrig und Kuhnt – Kommissare ermitteln
Niedrig und Kuhnt – Kommissare ermitteln (kurz: Niedrig und Kuhnt) ist eine deutsche Pseudo-Doku des Senders Sat.1. Sie wurde im August 2013 von Sat.1 eingestellt.

## Inhalt
In der Dokufiktion ermittelten erstmals zwei eigens für diese Serie vom Polizeidienst freigestellte Kriminalkommissare im deutschen Fernsehen. Kriminaloberkommissarin Cornelia „Conny“ Niedrig von der Kriminalpolizei Recklinghausen und Kriminaloberkommissar Bernhard „Bernie“ Kuhnt von der Kriminalpolizei Duisburg lösen in dieser Serie fiktive Kriminalfälle. Dabei werden sie abwechselnd von verschiedenen anderen Kommissaren in den Ermittlungsarbeiten unterstützt. Die Serie erreichte auf Anhieb eine Einschaltquote von 21,9 % bei den 14- bis 49-jährigen Zuschauern und übertraf damit das Vorbild Lenßen & Partner. Da die Quoten konstant hoch blieben, erhielt die Sendung einen dauerhaften täglichen Sendeplatz; am 29. November 2005 wurde bereits die 500. am 24. April 2008 schon die 1000. Folge ausgestrahlt.
Die Serie versucht, den realen Arbeitsalltag der Polizei nachzustellen. Doch ähnlich wie bei Lenßen & Partner sind alle Fälle fiktiv, und der Realitätsgehalt der dargestellten Polizeiarbeit ist umstritten. Handlungsort der Serie ist Duisburg, produziert wurde die Sendung in Hürth bei Köln. Der Studioanteil wurde in den dortigen NOBEO-Studios gedreht, die Außendrehanteile in und um Köln bzw. Hürth. Das Format wurde von der Kölner Film- und Fernsehproduktion filmpool entwickelt und produziert. In den angrenzenden Studios entstanden u. a. die Sat.1-/filmpool-Formate Zwei bei Kallwass und Richterin Barbara Salesch.
Um zahlreiche Fragen zur Serie beantworten zu können, hatte die Polizei Duisburg auf ihrer Web-Präsenz eigens ein Forum eingerichtet, das jedoch aufgrund der schnell geringer werdenden Nutzung mittlerweile eingestellt wurde.
Ab 30. Mai 2012 wurde die Serie in den Typus Dokumentation umgewandelt, bei dem ein Sprecher den kompletten Fall begleitet und Situationen schildert. Zudem wurde seither mit einer Verfolgerkamera on Location gedreht und nicht mehr im festen Studio-Setting.

## Ausstrahlung und Einschaltquoten

### Deutschland
In Deutschland läuft die Serie auf dem Privatsender Sat.1. Die Staffeln eins bis sieben wurden zwischen dem 12. Mai 2003 und 1. Februar 2010 mit mehreren Pausen ausgestrahlt. Ab dem 24. Mai 2004 wurde die Wiederholung des Vortags um 11.00 Uhr ausgestrahlt und stand somit in direkter Konkurrenz zu Einsatz für Ellrich auf RTL. Seit dem 1. Februar 2010 wird die achte Staffel mit mehreren Pausen ausgestrahlt. Am 12. Oktober 2012 nahm Sat.1 die Serie aus ihrem Vorabendprogramm. Ab dem 2. Februar 2013 waren samstags wieder zwei wiederholte Folgen von Niedrig und Kuhnt auf Sat.1 zu sehen.
Ab 11. März 2013 wurde die Serie wieder im Vorabendprogramm montags bis freitags nun als Doppelfolge von 18 bis 19 Uhr (teils alte und neue Folgen gemischt) ausgestrahlt, ehe sie mit 17. Juni 2013 bei Episode #1868 wieder eingestellt wurde.
Am 23. August 2013 gab der Sender Sat.1 über Facebook bekannt, „dass wir das Format nicht weiterproduzieren werden“. Damit ist Niedrig & Kuhnt nach K11 – Kommissare im Einsatz die zweite Polizeiserie („Scripted-Reality“), die von Sat.1 eingestellt wird.
Seit 21. Januar 2014 werden die restlichen Episoden, die nach Einstellung der Sendung auf Sat.1 noch produziert wurden, als Doppelfolge jeden Dienstag ab etwa 23:10 Uhr auf dem Bezahlfernsehsender Sat.1 emotions ausgestrahlt. Zudem sind ältere Folgen seit 27. Januar 2014 auf dem Sender Sat.1 Gold zu sehen.

### Österreich
In Österreich läuft die Serie auf dem zur ProSiebenSat.1 Media AG gehörenden Privatsender Puls 4, der die Ausstrahlung mit der 201. Episode (2. Staffel, 84. Episode) Der verhasste Hausmeister am 5. September 2011 begann.

## Vorspann
Mai 2003 bis Juli 2005
- Conny Niedrig: Ich heiße Conny Niedrig, Kriminaloberkommissarin und seit 19 Jahren bei der Polizei.
- Bernie Kuhnt: Mein Name ist Bernie Kuhnt, Kriminaloberkommissar und seit 20 Jahren bei der Polizei.

August 2005 bis Juni 2007
- Conny Niedrig: Mein Name ist Conny Niedrig, Kriminaloberkommissarin. „Ich weiß doch, dass Sie lügen, Sie haben ein Motiv und kein Alibi!“
- Bernie Kuhnt: Mein Name ist Bernie Kuhnt, Kriminaloberkommissar. „Eins kann ich dir garantieren: Ich krieg dich noch.“

August 2007 bis Dezember 2009
- Conny Niedrig: Mein Name ist Conny Niedrig, Kriminaloberkommissarin. „Hören Sie doch auf zu lügen, Sie haben ein Motiv und kein Alibi!“
- Bernie Kuhnt: Mein Name ist Bernie Kuhnt, Kriminaloberkommissar.  Conny: „Polizei!“, Bernie: „Waffe runter!“

Januar 2010 bis August 2011
- Conny Niedrig & Bernie Kuhnt (mit Namen eingeblendet), Nina Schmeuser, Thomas Bossmann, Christian König und Katrin Becker

August 2011 bis August 2013
- Komplett neuer, jedoch sehr kurzer Vorspann; erstmals im 16:9 Bildformat; Nur noch „Conny Niedrig“ & „Bernie Kuhnt“ sind weiterhin mit Namen kurz eingeblendet, weitere Personen tauchen nicht mehr auf.

## Besetzung
| Schauspieler            | Rolle                        | Beruf                                   | Zeitraum  |
| ----------------------- | ---------------------------- | --------------------------------------- | --------- |
| Cornelia Niedrig        | Cornelia „Conny“ Niedrig     | Kriminaloberkommissarin Chefermittlerin | 2003–2013 |
| Bernhard Kuhnt          | Bernhard „Bernie“ Kuhnt      | Kriminaloberkommissar Chefermittler     | 2003–2013 |
| Nina Heuser             | Nina Schmeuser               | Kriminalkommissarin Ermittlerin         | 2003–2013 |
| Mischa Filé             | Thomas Bossmann              | Kriminalkommissar Ermittler             | 2003–2013 |
| Lars Oberhäuser         | Frank Schmidt                | Kriminalkommissar Ermittler             | 2003–2004 |
| Nico Klietsch           | Nico Klietsch †              | Kriminalkommissar Ermittler             | 2003–2006 |
| Christoph Loewe         | Christoph Loewe              | Kriminalkommissar Ermittler             | 2003–2007 |
| Christian Becker        | Christian König              | Kriminalkommissar Ermittler             | 2004–2013 |
| Nicole Blondiau         | Katrin Becker                | Kriminalkommissarin Ermittlerin         | 2005–2012 |
| Marcus Jakovljevic      | Marc Winter                  | Kriminalkommissar Ermittler             | 2012–2013 |
| Israfil Yilmaz          | Isi Aydin                    | Kriminalkommissar Ermittler             | 2013      |
| Sandra Pesic            | Sandra Liebig                | Kriminalkommissarin Ermittlerin         | 2013      |
| Ralf Katscher           | Frank Ziegler                | Kriminalkommissar Ermittler             | 2013      |
| Barbara Noeske          | Charlotte „Charlie“ Pfeiffer | KTU-Mitarbeiterin                       | 2003–2008 |
| Petra Lackmann          | Tini Engels                  | KTU-Mitarbeiterin                       | ?         |
| Claudia Becker          | Manuela „Manu“ Köhler        | KTU-Mitarbeiterin                       | 2013      |
| Jürgen Clemens          | Amir Malik                   | KTU-Mitarbeiter                         | 2008–2013 |
| Marcel Verkooyen        | Marcel                       | Spurensicherer                          | 2011–2013 |
| Svenja Hermuth          | Bibi Jungbluth               | KTU-Mitarbeiterin                       | 2012–2013 |
| Dr. Wolfgang Huckenbeck | Dr. Wolfgang Huckenbeck      | Pathologe                               | 2003–2004 |
| Mark Benecke            | Dr. Mark Benecke             | Pathologe                               | 2003–2006 |
| N.N.                    | Dr. Rüdiger Hoffmeister      | Pathologe                               | 2006–2007 |
| N.N.                    | Dr. Waldemar Schröder        | Pathologe                               | 2007–2012 |
| Michael Gabel           | Dr. Michael Hohlbein         | Pathologe                               | 2007–2012 |
| N.N.                    | Dr. John Adams               | Pathologe                               | 2010–2012 |
| Brigitte Eckrich        | Dr. Sabine Scholz-Musavi     | Pathologin                              | 2013      |
| Manfred Nutsch-Mai      | Dr. Johannes Graeter         | Pathologe                               | 2013      |
| Christian Ballay        | Dr. Christian Ballay         | Notarzt                                 | 2010–2013 |
| Bernd Römer             | Bernd Römer                  | Staatsanwalt                            | 2003–2012 |

## Verschiedenes
In der 1000. Folge vom 24. April 2008 spielte der Bruder von Conny Niedrig, der Triathlet Andreas Niedrig, mit.
Bei der Titelmelodie der Serie handelt es sich um das Lied Entre dos tierras der spanischen Rockband Héroes del Silencio.
Im Jahr 2010 wurde die Serie bei Switch Reloaded parodiert. Die echten Kommissare Bernie Kuhnt und Conny Niedrig spielten in kleinen Nebenrollen, z. B. als Leichen, mit.
Einige Kommissare hatten nicht nur Gastauftritte bei Richterin Barbara Salesch oder Zwei bei Kallwass, sondern auch in der RTL-Gerichtsshow Das Jugendgericht, die ebenfalls von der filmpool GmbH produziert wurde.
Vom 2. Mai bis 5. August 2011 wurden wochentags ausschließlich Folgen gesendet, welche zwar im 4:3 Bildformat aufgezeichnet, jedoch in das Breitbildformat 16:9 zurechtgeschnitten wurden. Erst seit dem 8. August werden tatsächlich im 16:9-Format produzierte Folgen in Verbindung mit einem neuen Intro und einer angepassten Grafik am Ende der Sendung gezeigt.

## Spin-off
Anfang 2020 wurde von Sat.1 das Spin-off Grünberg und Kuhnt – Kommissare ermitteln mit Bernie Kuhnt und Nadine Riedel als Lara Grünberg in Auftrag gegeben
Während Mischa Filé (als Thomas Bossman) und Christian Becker (als Christian König) aus Niedrig und Kuhnt zurückkehrten, tauchten Christine Gerstenberger (als Vicktoria Sommer), Sina Zadra (als Sina Peters), Tim Ricke (als Sascha Schubert) und Ingo van Gulijk als Gerichtsmediziner in Nebenrollen auf. Die Serie startete am 6. April 2020 auf Sat. 1 und läuft montags bis samstags auf dem 18:30-Uhr-Sendeplatz und endete am 6. Mai 2020. Die vorerst letzte Folge wurde am 6. Mai 2020 gesendet.
Nach einer Staffel mit 20 Folgen wurde das Spin-off wieder eingestellt.